# Баол (держава)
Баол (1549—1894) — держава на Заході Африки, що утворилася внаслідок занепаду імперії Волоф. Тривалий час перебувала у складі держави Кайор або в залежності від її володарів. Невдовзі після підкорення Кайору Францією Баол також втратила незалежність.

## Історія
Спочатку існувала як протодержава, що утворилося внаслідок об'єднання груп сільських громад. 1360 року увійшла до складу імперії Волоф. Втім тут залишилася при владі місцева династія, тісно пов'язана з родом Фалл у Кайору. З XV ст. встановлюються торговельні контакти з королівством Португалія.
1549 року Ніохор Ндіає Кулі, ламане (правитель) Баолу, підтримав повстання Кайору проти імперії Волоф. Битва сталася на території Баолу, в місцині Данкі, де волофське військо зазнало поразки. Незабаром після смерті Ніохора Ндіає Кулі Баол приєднав до Кайору дамель Амарі Нгоне I. З цього часу Баол перебував в унії до 1593 року, коли дамель Массамба Тако не надав титул теігне (володаря) Баолу своєму небожу Мамалик Тіоро Ндйінгену.
Протягом XVII ст. Баол вів війни з Кайором за свою незалежність. Час від часу баольські війська зазнавали поразки. Але Баол залишався самостійним до 1697 року, коли його правитель Лат Сукабе Нгоне став дамелем Кайору. З цього часу до 1790 року Баол знову перебував в унії з Кайором.
1854 року французьке військо спробувало захопити Баол, розглядаючи його як легку здобич, проте ворог зазнав невдачі. В результаті 1859 року було укладено мирну угоду, за якою було визнано незалежність Баолу. Натомість французи здобули право на спорудження форту і факторії Салі (в сучасній області Тієс). 1871 року дамель Кайору Лат Діор приєднав Баол до своїх володінь. Протягом 1870-х років Баол був місцем протистояння французів і Лат Діора. 1883 року після поразки останнього Баол було відокремлено від Кайору й встановлено над ним французьким протекторат.
З 1886 року після захоплення держави Кайор французами значення баолу зменшується. 1890 року окуповано державу Волоф. 1894 року після смерті теінге Танор Гоне Дінга державу Баол було приєднано до Французького Сенегалу.

## Територія і населення
Баол займав вузьку смугу землі з заходу на схід від узбережжя Атлантичного океану до Туби і Мбаке. Столицею було місто Ламбає (неподалік від сучасного Діурбель).
Основу становив народ волофа. Другим за чисельність був серер. Також мешкали фульбе, лаобе і тукулери, у невеличкій кількості мандінки.

## Устрій та суспільство
Являв собою виборну монархію з-поміж представників династій Діуф і Тіа (з патрилінійної групи) та Нгом (з матрилінійної групи). Його обирала група виборщиків з представників вищої знаті у кількості 7 осіб. Жінка не мала права ставати дамелем. Разом з тим при обранні дамеля перевагу отримував представник за жіночою лінією. Правитель спирався на раду знаті. Територія держави була поділено на провінції, на чолі яких стояли ламане.
На чолі стояв теігне (володар) з панівним родом та знаттю (гармі). Нижче розташовувалася шляхет (геер). Потім йшли простолюдини, основу яких становило селянство (бадоло) і ремісники (н'єньо).

## Економіка
Основу становили землеробство і скотарство (Баол був уславлений своїми кіньми), частково рибальство. Важливим напрямком була работоргівля з португальцями, голландцями, англійцями та французами.